# 胡安·阿爾貝托·斯克亞菲諾
胡安·阿爾貝托·斯克亞菲諾（Juan Alberto Schiaffino，1925年7月28日—2002年11月13日）是一名意大利裔乌拉圭足球运动员，球場上的位置是攻击型中场以及前锋。他曾效力于乌拉圭的佩那罗尔足球俱乐部以及意大利的AC米兰和羅馬體育俱樂部。他曾跟隨烏拉圭國家足球隊獲得1950年國際足協世界盃冠軍，他也代表烏拉圭國家足球隊參加1954年國際足協世界盃；他后来还入選意大利国家足球队並踢了幾場比賽。 
在國際足球歷史和統計聯合會的一项民意调查中，他被评为有史以来最好的乌拉圭足球运动员以及20世纪排名第17位的偉大球员。 